# Biogeokemi
Biogeokemi er læren om økosystemet og dets funktioner, både i det store billede og helt ned til de grundstoffer, der er i kredsløb mellem de levende organismer, samt hvordan disse processer bliver påvirket af klimaforandringer. Brint, ilt og kulstof er de vigtigste elementer i de biogeokemiske kredsløb.